# Долмаян, Джон
Джон Долмая́н (англ. John Dolmayan, арм. Ջոն Դոլմայան; род. 15 июля 1972, Бейрут, Ливан) — американский музыкант армянского происхождения, барабанщик и композитор. Более всего известен как барабанщик System of a Down. Долмаян также бывший ударник группы Scars on Broadway.

## Биография
Джон Долмаян — выходец из Ливана, вскоре после рождения переехал в Торонто (Канада), затем — в Лос-Анджелес, где встретился с остальными участниками группы System of a Down. Джон сыграл свои первые реальные барабанные партии в 15 лет: «Папа дал мне старые барабанные палочки Rodjer’s. Потом я научился играть на „Людвиге“ (Ludwig — фирма по производству барабанов http://www.ludwig-drums.com/ Архивная копия от 8 ноября 2006 на Wayback Machine), на котором играл ещё 10 лет.» Джон всегда мечтал быть барабанщиком, с тех пор, как ему исполнилось два года.
Он играл в разных группах, до того как встретился с другими участниками System of a Down, «Я ужился с парнями из Системы и мы начали репетировать сразу после того, как от них ушёл барабанщик Энди Хачатурян и я занял его место. Первое время, когда я играл с ними — была просто работа. Я никогда раньше не получал столько опыта.»
Увлечения: конечно, главное его увлечение — ударные. Джон любит выступать на «живых» концертах перед сотнями и тысячами людей.
Большое влияние на него оказывал отец, который играл армянскую и арабскую музыку и джаз. «Мой отец ездил туда-сюда из Ливана в Канаду, когда я был ребенком.» Джон узнал многое о создании музыки. «Я пробовал играть песни Billy Idol» «Я искал все, что мог играть и играл это от начала и до конца — The Dickies, Iron Maiden, Rush, Slayer.» "Потом я нашел джазовые альбомы моего отца Who’s This, Stan Getz, Miles Davis, Maynard Ferguson, Al DiMeola. Эта музыка потрясла меня, «Надо это попробовать», — говорил я себе. Я садился и учился играть, и это помогало мне в изучении барабанов." Джон использует все свои навыки для поддержания ритма в музыке System of a Down.
Джон выступал в группе Scars on Broadway вместе с гитаристом той же System of a Down Дароном Малакяном.
16 августа 2012 года Джон Долмаян объявил, что покидает группу.

## Награды
- В 2002 году System of a Down были номинированы на премию Грэмми в Best Metal Performance за песню «Chop Suey!»
- В 2006 году System of a Down выиграли «MTV Good Woodie Award» на песню «Question!»
- В 2006 году Джон стал барабанщиком года в журнале «Drum!».
- В 2006 году песня System of a Down «Toxicity» была на 14 месте в списке «VH1 Top 40 Metal Songs»
- В 2007 году System of a Down были номинированы на премию Грэмми в «Best Hard Rock Performance» на их песню «Lonely Day»

## Оборудование
Джон Долмаян использует барабаны, стойки и педали Tama, тарелки Paiste и пластики Evans:
- Барабаны — Tama Starclassic Bubinga
  - 10"×8" Tom
  - 12"×9" Tom
  - 13"x10" Tom
  - 16"×14" Tom
  - 18"×16" Floor Tom x2
  - 22"×18" Bass Drum x2
  - 14"×6" John Dolmayan Signature Snare
- Тарелки — Paiste
  - 14" RUDE Hi-Hat
  - 18" Signature Full Crash
  - 20" Signature Full Crash
  - 24" 2002 Crash
  - 24" RUDE Mega Power Ride
  - 10" Signature Splash
  - 22" Traditionals Medium Light Swish
- Палочки — Vic Firth
  - John Dolmayan Signature длина: 16" length, диаметр: .585"